# Кальчано
Кальчиано (итал. Calciano) — коммуна в Италии, располагается в регионе Базиликата, в провинции Матера.
Население составляет 819 человек (2008 г.), плотность населения составляет 19 чел./км². Занимает площадь 48 км². Почтовый индекс — 75010. Телефонный код — 0835.
Покровительницей коммуны почитается Пресвятая Богородица (Maria SS. della Serra), празднование 8 сентября.

## Демография
Динамика населения:

## Администрация коммуны
- Мэр: Артуро Джузеппе Де Филиппо (итал. Arturo Giuseppe De Filippo)
- Официальный сайт: http://www.comune.calciano.mt.it/